# Messerschmitt Me 210

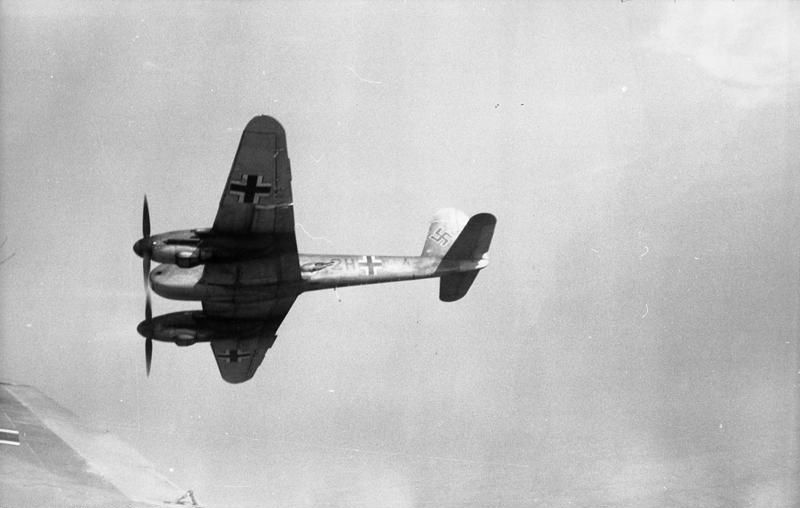

Messerschmitt Me 210 var ett tyskt tungt jakt- och markattackplan som användes under andra världskriget. Flygplanet togs i operativ tjänst 1943.